# Margaret of Anjou (poemat)

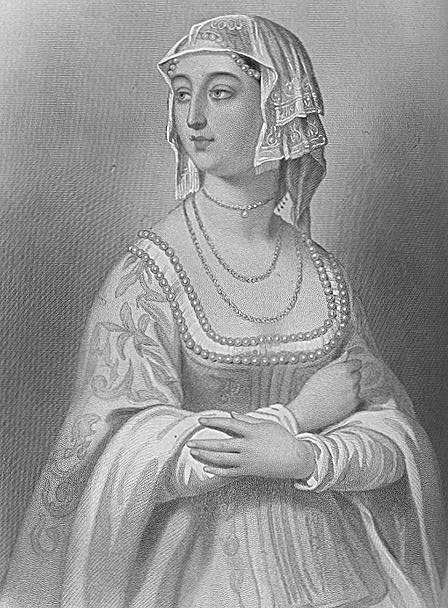
Małgorzata Andegaweńska, królowa Anglii

Margaret of Anjou – epos historyczny autorstwa angielskiej poetki romantycznej Margaret Holford (po mężu Hodson, 1778-1852), córki osiemnastowiecznej pisarki o tym samym imieniu i nazwisku, opublikowany w 1816. Dzieło ukazało się w Londynie nakładem oficyny Johna Murraya. Bohaterką poematu jest Małgorzata Andegaweńska, królowa Anglii, matka księcia Edwarda. Epos składa się z dziesięciu ksiąg, co jest zaznaczone w podtytule. Utwór jest napisany wierszem o obniżonej regularności. Poszczególne jambiczne wersy są czterostopowe i pięciostopowe, a niekiedy sześciostopowe. Są one ułożone w strofy o różnej długości i zmiennym schemacie rymowym. Herbert F. Tucker zauważa w dziele akcenty feministyczne.
Oh, I do feel thee now! Oh once again

Warm gleam of rapture burst upon my brain!

Quick heaves my lab'ring breast, and to my eyes,

Lo! what strange forms in long succession rise!

Oh, Muse belov'd, I know thee now!

I feel thee glowing in my soul,

I feel thy beam upon my brow,

I feel thee thro' each artery roll

Tumultuous, fierce and bright - impatient of controul!